# Urs Zimmermann
Urs Zimmermann (Mühledorf, Suiza, 29 de noviembre de 1959) es un exciclista profesional suizo de los años 1980, cuyo mejor año deportivo fue 1986, en que consiguió auparse al podio del Tour de Francia, además de otras victorias. Pello Ruiz Cabestany, en su libro "Historias de un ciclista" hace la siguiente afirmación literal, sobre el ciclista suizo: "yo solo recuerdo un corredor que que ha competido en esta prueba (el Tour de Francia) durante la era moderna, sin utilizar elementos ajenos a los que proporciona la alimentación natural. Se llamaba Urs Zimmermann y finalizó el tour en tercera posición, pero aguantó solamente un par de años más sobre la bicicleta" "no tomaba ni una sola vitamina, y hoy en día me parece que es prácticamente imposible soportar veintitantos días, pedaleando seis horas diarias, sin una recuperación médica".

## Palmarés
1981
- Hegiberg-Rundfahrt

1982
- 2.º en el Campeonato del mundo en contrarreloj por equipos

1984
- Vuelta a Suiza

1986
- Dauphiné Libéré
- Critérium Internacional, más 1 etapa
- Campeón de Suiza en ruta
- 3.º en el Tour de Francia
- Giro de Lazio

1988
- Giro del Trentino, más 1 etapa
- 1 etapa del Tour de Romandía
- 3.º en el Giro de Italia

- Datos: Q671744
- Multimedia: Urs Zimmermann / Q671744